# Swedish House Wives
Swedish House Wives is een Zweedse popgroep die in 2012 werd opgericht. De groep bestaat uit drie zangeressen: Pernilla Wahlgren, Jenny Silver en Hanna Hedlund. 

## Achtergrond
De drie zangeressen van de groep hebben alle drie al meerdere keren individueel deel genomen aan Melodifestivalen, de Zweedse voorronde voor het Eurovisiesongfestival.
Eind 2012 werden de drie benaderd door Christer Björkman de producer van Melodifestivalen om deel te nemen aan Melodifestivalen 2013. Met het lied On top of the World namen ze deel aan Melodifestivalen 2013.
Het trio trad aan in de tweede halve finale.
Het lied On top of the World is geschreven door Thomas G:Son en Peter Boström; dit duo schreef ook het lied Euphoria waarmee Zweden het Eurovisiesongfestival 2012 won.
Ondanks dat de groep een van de favorieten was om door te stromen naar de finale van Melodifestivalen werden ze slechts zesde, niet genoeg om naar de finale te mogen. 